# Deportivo Nueva Esparta
El Deportivo Nueva Esparta es un equipo de fútbol venezolano, con sede en la ciudad de Pampatar, Estado Nueva Esparta, que actualmente participa en la Tercera División de Venezuela.

## Historia
Comenzó su preparación para incursionar en la Tercera División de Venezuela en el mes de enero de 2016, con las pruebas de jugadores o "tryouts" realizados en la Ciudad Deportiva de Pampatar, recinto deportivo donde el cuadro neoespartano disputa sus compromisos como local. El "DENE" como se le conoce, fue presentado a los medios de comunicación pocos días antes del debut en la categoría, el cual, sería contra su homólogo neoespartano, el UDC Margarita CF. Finalizó el Apertura 2016 sumando 8 puntos, producto de 2 victorias, 2 empates y 6 derrotas, quedando ubicado en la tercera casilla del Grupo Oriental "B". En el Torneo Clausura, el Grupo Oriental fue unificado tras las deserciones de Yaddiel Sport FC, Deportivo Upata FC y Libertad Socialista FC, quedando con 5 conjuntos solamente y disputando 8 jornadas; el cuadro neoespartano finaliza el segundo torneo de la temporada en la cuarta colocación, con 7 puntos, superando al otro equipo representante del estado Nueva Esparta, el UDC Margarita CF, un grupo que finalizó liderado por Minasoro FC, seguido de Monagas SC B y el otro conjunto representativo de El Callao, Minervén Sport Club.

## Datos del club
- Temporadas en 1.ª División: 0
- Temporadas en 2.ª División: 0
- Temporadas en 3.ª División: 3 (2016, 2017, 2018 -)

## Estadio
Disputa sus partidos de local en la Ciudad Deportiva, ubicada en la ciudad de Pampatar, Estado Nueva Esparta, con capacidad para 4500 personas.

## Uniforme
- Uniforme titular: Camiseta: , Pantalón: y Medias:.
- Uniforme alternativo: Camiseta: , Pantalón: y Medias:.

### Evolución de Uniforme
| 2016-presente Local | 2016-presente Visitante | 2016-presente Local |

### Indumentaria y patrocinador
| Periodo       | Proveedor        |
| ------------- | ---------------- |
| 2015-2016     | Sin Indumentaria |
| 2017-presente | Kiukak Sports    |

| Periodo       | Patrocinador                                              |
| ------------- | --------------------------------------------------------- |
| 2015 - 2016   | Sin Patrocinio                                            |
| 2017-presente | La Nueva ConFerry / Banco del Tesoro / Ferrepunto / PDVSA |